# Phytoecia nigriventris
Phytoecia nigriventris är en skalbaggsart. Phytoecia nigriventris ingår i släktet Phytoecia och familjen långhorningar.

## Underarter
Arten delas in i följande underarter:
- P. n. nigriventris
- P. n. dimidiata